# Echthromorpha gnathon
Echthromorpha gnathon là một loài tò vò trong họ Ichneumonidae.